# Једна ноћ у Паризу
Једна ноћ у Париз(у) (оригинални наслов на енглеском: 1 Night in Paris) је секс видео са Парис Хилтон и тадашњим дечком Риком Соломоном (Rick Salomon), који је доспео на интернет. Појавио се одмах после премијере Једноставног живота (The Simple Life) и направио сензацију у јавности. Парис је тужила Соломона због објављивања снимка. У јулу, Парис је одустала од тужбе добивши 400.000 $ и проценат од продаје. Сав профит који је добила од снимка, донирала је у добротворне сврхе. Оригинални видео, који је скинуо са DVDа, и даље кружи интернетом. Видео је добитник АВН награда (награде за порнографске филмове) у 2005. години за „Најбоље продати видео године“, „Најизнајмљенији видео године“ и „Видео са најбољом маркетиншком рекламом“.
Једна ноћ у Париз(у) је један од бољих и јединствених филмова са славним личностима, због добре сарадње продукцијске компаније и једног од учесника у филму Рика Соломона. Такође, један је од експлицитних порно-филмова, показујући вагиналну пенетрацију, фелацио и ејакулацију - као и што за време секса Парис Хилтон разговара мобилним телефоном, као добар материјал за многобројне пародије.

## Награде
- 2005: АВН награда - Top Renting Release of the Year[1]
- 2008: F.A.M.E. награда - Favorite Celebrity Sex Tape[2]